# Godones
Godones (oficialmente Santa María de Godóns) es una parroquia española del municipio de Covelo, perteneciente a la provincia de Pontevedra, en la comunidad autónoma de Galicia.

## Historia
Hacia mediados del siglo XIX, el lugar aparecía referido como una feligresía. Aparece descrito en el octavo volumen del Diccionario geográfico-estadístico-histórico de España y sus posesiones de Ultramar de Pascual Madoz con las siguientes palabras:

GODONES (Sta. Maria): felig. en la prov. de Pontevedra (7 leg.), part. jud. de Cañiza (1 1/2), dióc. de Tuy (7), ayunt. de Cobelo (1): sit. á las inmediaciones del r. Tea, con libre ventilacion y clima sano. Tiene unas 67 casas de mediana fábrica y escasa comodidad. La igl. parr. (Sta. Maria), es aneja de la de San Miguel de Fofe. Tambien hay una ermita dedicada á Sto. Domingo, la cual es de propiedad particular, y se halla al NE. de la pobl. El term. de esta felig. se encuentra comprendido en el de la mtriz. Su terreno es áspero y de mediana calidad, y sus montes estan poblados de tojo, urces, arbustos y yerba. Ademas de los caminos locales cruza por esta parr. una vereda que conduce desde Graña á Maceira. prod. cereales, legumbres, lino y maderas: se cria ganado vacuno, de cerda y lanar; caza de liebres, conejos, corzos y perdices y pesca de truchas. ind.: la agrícola, arrieria y molinos harineros. pobl.: con la de la matriz 175 vec., 835 alm. contr.: con su ayunt. (V.)
(Madoz, 1847, p. 431)

En 2022, tenía empadronados 113 habitantes.

## Patrimonio
Hay en la parroquia una iglesia de Santa María.